# Sylver (arme)
Le Sylver, abréviation de « SYstème de Lancement VERtical », est un système de lancement vertical embarqué, procurant une capacité d'engagement rapide contre les menaces ennemies de tous types. Il a été conçu par la société française Naval Group.

## Généralités
La première application qui fut faite de ce lanceur était avec le missile ASTER. En parallèle à ce missile, le Sylver est la composante principale du système naval de défense antiaérienne PAAMS. Grâce à ce système, les huit missiles présents dans un ensemble Sylver peuvent être tirés en seulement dix secondes.
La marine nationale française a lancé en 2006 un programme de développement du missile de croisière SCALP-EG afin d'accroitre substantiellement ses caractéristiques, en particulier sa portée (1 000 km), et lui permettre d'être lancé verticalement depuis le Sylver. Ce missile, opérationnel courant 2015, a d'abord été appelé « SCALP naval » avant de prendre son nom définitif de missile de croisière naval (MdCN).

## Caractéristiques

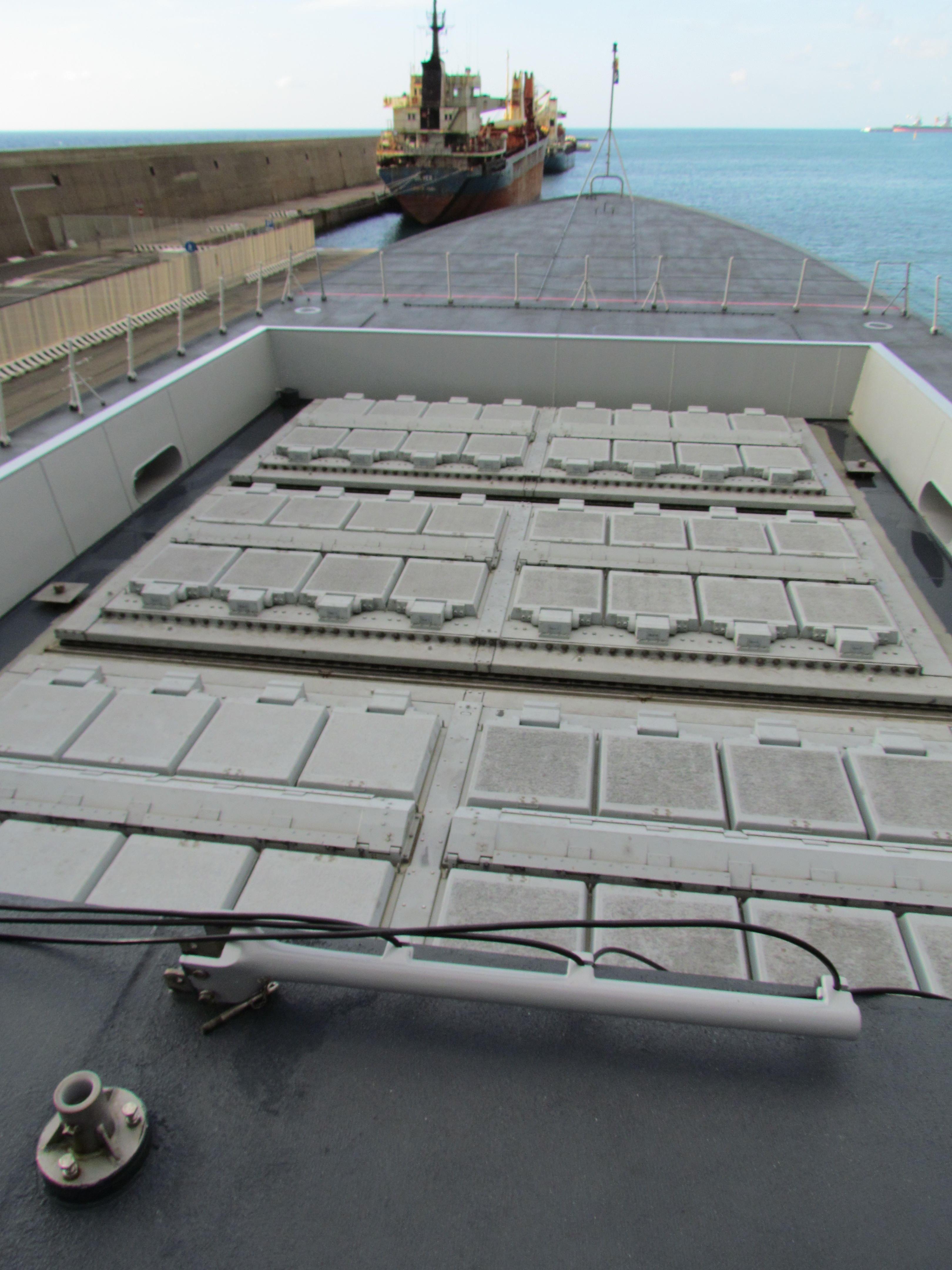
Le Sylver A-50 de la frégate italienne Caio Duilio (classe Horizon), équipé de missiles ASTER-15 et -30.

Le lanceur existe en plusieurs versions, chacune étant catégorisée par sa hauteur.
- Les lanceurs A-35 (testés en octobre 2008)[1] et A-43 ont été développés pour le lancement de missiles surface-air à courte portée.
- Le lanceur A-50 est conçu pour le système de défense aérienne à longue portée, il est intégré dans le PAAMS.
- L'A-70 est lui réservé aux missiles de dimensions importantes, comme le missile de croisière SCALP naval (MdCN).

Les chiffres énoncés dans les appellations des différentes versions sont une référence directe à la longueur approximative, en décimètres, des missiles qui peuvent y être installés. L'A-43 peut donc accueillir des missiles d'environ 4,30 m de long, alors que ces derniers peuvent mesurer 7 m sur l'A-70.
L'agencement du système est finalement assez semblable à celui des Vertical Launching Systems (VLS) américains Mark 41. Les lanceurs sont constitués d'un ensemble de huit cellules, deux rangées de quatre, séparées par une fine trappe rectangulaire permettant l'évacuation des gaz au lancement du missile (lancement chaud). Chaque ensemble de huit occupe sur le pont du navire une surface de 6 m2. Une exception, l'A-35 ne dispose, lui, que de quatre cellules. La taille des cellules est de 60 cm de long pour 56 cm de large, la hauteur dépendant des versions employées. Les missiles Crotale NG (VT1) peuvent être installés par groupe de quatre dans chacune des cellules.
| Version | Missiles utilisables | Missiles utilisables | Missiles utilisables | Missiles utilisables | Missiles utilisables | Longueur | Largeur | Hauteur | Masse     |
| ------- | -------------------- | -------------------- | -------------------- | -------------------- | -------------------- | -------- | ------- | ------- | --------- |
| A-35    | VL-MICA              | Crotale NG (VT1)     |                      |                      |                      | 2,6 m    | 2,3 m   | 3,5 m   | 7 000 kg  |
| A-43    | VL-MICA              | Crotale NG (VT1)     | Aster 15             |                      |                      | 2,6 m    | 2,3 m   | 4,3 m   | 7 500 kg  |
| A-50    |                      |                      | Aster 15             | Aster 30             |                      | 2,6 m    | 2,3 m   | 5 m     | 8 000 kg  |
| A-70    |                      |                      | Aster 15             | Aster 30             | SCALP naval (MdCN)   | 2,6 m    | 2,3 m   | 7 m     | 12 000 kg |

## Utilisateurs

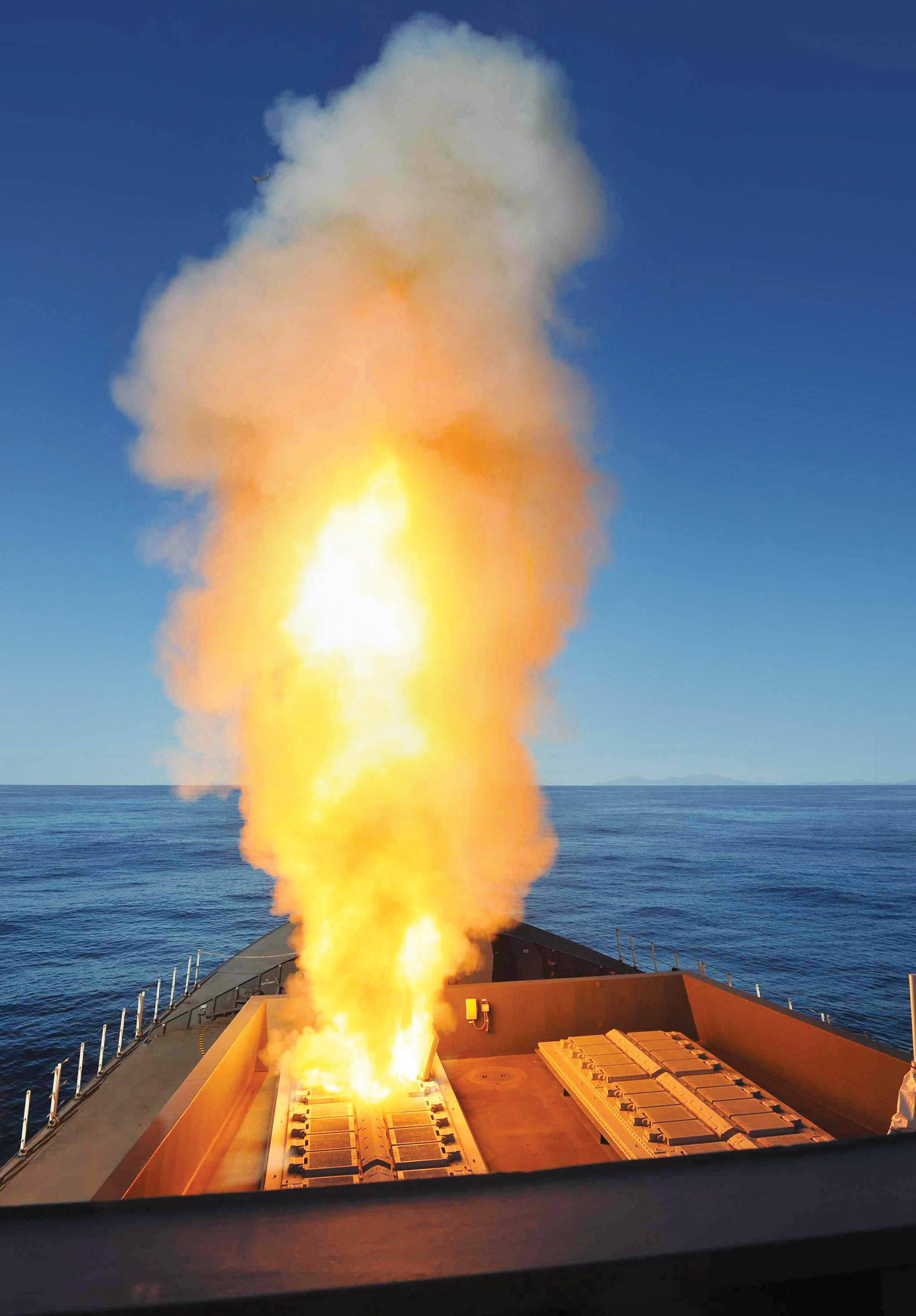
Le destroyer britannique tire son premier missile ASTER en 2012.

### Actuels
|                            |                        |                              | A-35 | A-43               | A-50               | A-70                   |
| Forces navales algériennes | Classe San Giorgio     | 1 x bâtiment de projection   |      |                    | 2x                 |                        |
| Marine égyptienne          | FREMM                  | 1 x frégate-anti-sous-marine |      | 1x                 |                    |                        |
| Marine égyptienne          | FREMM                  | 2 x frégate polyvalente      |      |                    | 2x                 |                        |
| Marine nationale           | Charles de Gaulle      | 1 x Porte-avions nucléaire   |      | 4x                 |                    |                        |
| Marine nationale           | FREMM                  | 6 x frégate-anti-sous-marine |      | 2x (sur 4 navires) | 2x (sur 2 navires) | 2x (sur les 6 navires) |
| Marine nationale           | FREMM                  | 2 x frégate antiaérienne     |      |                    | 4x                 |                        |
| Marine nationale           | Classe Horizon         | 2 x frégate antiaérienne     |      |                    | 6x                 |                        |
| Marina Militare            | Classe Horizon         | 2 x frégate antiaérienne     |      |                    | 6x                 |                        |
| Marina Militare            | Cavour                 | 1 x Porte-aéronefs           |      | 4x                 |                    |                        |
| Marina Militare            | FREMM                  | 10 x frégate polyvalente     |      |                    | 2x                 |                        |
| Marina Militare            | Classe Thaon di Revel  | 5 x frégate polyvalente      |      |                    | 2x                 |                        |
| Marine de Singapour        | Classe Formidable      | 6 x frégate polyvalente      |      |                    | 4x                 |                        |
| Marine royale marocaine    | FREMM                  | 1 x frégate-anti-sous-marine |      | 2x                 |                    |                        |
| Royal Navy                 | Type 45                | 6 x frégate antiaérienne     |      |                    | 6x                 |                        |
| Marine royale saoudienne   | Class Al Riyadh        | 3 x frégate polyvalente      |      |                    | 4x                 |                        |
| Marine du Qatar            | Classe Al Zubarah (en) | 4 x corvette                 |      |                    | 2x                 |                        |
| Marine du Qatar            | Classe San Giorgio     | 1 x bâtiment de projection   |      |                    | 2x                 |                        |

### Futurs
Le Sylver est prévu ou en cours de mise en service :
- sur les FDI en cours de construction pour les marines française (2 x 8 Sylver A50) et grecque (4 x 8 Sylver A50) ;
- sur la classe Maharaja Lela en cours de construction pour la marine malaisienne (Sylver A35) ;
- sur les FREMM EVO, en projet pour la marine italienne (2 x 8 Sylver A50) ;
- sur les DDX, en projet pour la marine italienne (6 x 8 Sylver A50 et 4 x 8 Sylver A70) ;
- sur les EPC/MMPC, en projet pour la marine italienne (2 x 8 Sylver A50).